# Houston Mavericks 1967-1968
La stagione 1967-68 degli Houston Mavericks fu la 1ª nella ABA per la franchigia.
Gli Houston Mavericks arrivarono quarti nella Western Division con un record di 29-49. Nei play-off persero la semifinale di division con i Dallas Chaparrals (3-0).

## Roster
| N° | Naz.                   | Ruolo | Sportivo        | Anno | Alt. | Peso |
| -- | ---------------------- | ----- | --------------- | ---- | ---- | ---- |
|    | Stati Uniti (bandiera) | A     | Gary Turner     | 1945 | 201  | 91   |
| 12 | Stati Uniti (bandiera) | G     | Willie Somerset | 1942 | 173  | 77   |
| 14 | Stati Uniti (bandiera) | C     | DeWitt Menyard  | 1944 | 208  | 95   |
| 15 | Stati Uniti (bandiera) | A     | Bob Riedy       | 1945 | 198  | 98   |
| 20 | Stati Uniti (bandiera) | G     | Hal Hale        | 1945 | 185  | 82   |
| 21 | Stati Uniti (bandiera) | GA    | Jerry Pettway   | 1944 | 191  | 84   |
| 22 | Stati Uniti (bandiera) | G     | Joe Hamood      | 1943 | 183  | 82   |
| 24 | Stati Uniti (bandiera) | AC    | Will Frazier    | 1942 | 201  | 95   |
| 25 | Stati Uniti (bandiera) | G     | Roger Schurig   | 1942 | 191  | 84   |
| 31 | Stati Uniti (bandiera) | A     | Guy Manning     | 1944 | 198  | 88   |
| 34 | Stati Uniti (bandiera) | A     | Art Becker      | 1982 | 201  | 93   |
| 35 | Stati Uniti (bandiera) | A     | Leary Lentz     | 1967 | 198  | 91   |
| 44 | Stati Uniti (bandiera) | A     | Darrell Hardy   | 1944 | 201  | 100  |
| 44 | Stati Uniti (bandiera) | A     | Wayne Molis     | 1943 | 203  | 104  |

## Staff tecnico
- Allenatore: Slater Martin